# Bad Reputation (Хор)
«Bad Reputation» (с англ. — «Плохая репутация») — семнадцатый эпизод первого сезона американского музыкального телесериала «Хор», показанный телеканалом Fox 4 мая 2010 года. В эпизоде Сью Сильвестр подвергается высмеиванию после того, как видео с её танцами под музыку Оливии Ньютон-Джон появляется на YouTube, а Уилл Шустер даёт хористам задание возродить песни с плохой репутацией. В эпизоде приняла участие сама Оливия Ньютон-Джон, а также впервые появляется актриса Молли Шеннон в роли второстепенного персонажа Бренды Кастл. В серии прозвучали кавер-версии пяти песен, которые были выпущены в качестве цифровых синглов, а также включены в альбом Glee: The Music, Volume 3 Showstoppers.

## Сюжет
Курт Хаммел (Крис Колфер) крадёт у Сью Сильвестр (Джейн Линч) видеозапись, на которой она танцует под песню «Physical» Оливии Ньютон-Джон, и остальные члены хора решают разместить его на сайте YouTube в качестве развлечения. Сью оскорблена и в отместку студентам даёт директору Фиггинсу (Айкбал Теба) список, под названием «glist», где хористы расставлены в соответствии с уровнем их сексуальной распущенности. Фиггинс вызывает Уилла Шустера (Мэтью Моррисон) и говорит, что, если он не найдёт того, кто повесил список, хор придётся распустить. Шустер делает ученикам выговор и сообщает о требовании Фиггинса, а также даёт новое недельное задание — найти песни с плохой репутацией и реабилитировать их, и исполняет номер под песню «Ice Ice Baby».
После обнародования видео Сью становится посмешищем среди педагогического состава, среди которого наиболее резко реагирует Бренда Кастл (Молли Шеннон) — преподаватель астрономии и тренер по бадминтону. Сестра Сью, Джин (Робин Троки), напоминает ей, что когда-то в детстве они работали волонтёрами в приюте для животных, так как знали, что кому-то всегда хуже, чем им. Сью решает отправиться к Эмме Пилсберри (Джейма Мейс) и рассказывает, что Уилл якобы изменил ей с Шелби Коркоран и Эйприл Роудс. Она подталкивает её устроить Уиллу публичный скандал, чтобы все забыли о видеозаписи Сью.
Курт, Мерседес (Эмбер Райли), Тина (Дженна Ашковиц) и Арти (Кевин Макхейл) расстроены, что они не попали в список развязных студентов, а Бриттани (Хизер Моррис) не довольна, что не попала в тройку, несмотря на то, что целовалась с каждым парнем в школе. Они решают найти способ испортить свою репутацию и исполняют в библиотеке песню «U Can’t Touch This», так как нарушить тишину в библиотеке — серьёзное нарушение правил. Однако всё выходит наоборот — библиотекарь довольна исполнением. Они решают пойти на крайний шаг — признаться Сью, что это они выложили её видеозапись в Интернет. Однако это тоже не срабатывает — со Сью связывается Оливия Ньютон-Джон и предлагает ей исполнить новый вариант песни дуэтом. Переизданная песня позволила Сью войти в Top 700 артистов и покончить с насмешками коллег. Получив гонорар, Сью жертвует часть в учреждение, где живёт её сестра.
Уилл извиняется перед Эммой и дарит ей цветы и замечает, что Куинн Фабре (Дианна Агрон) выглядит грустной. Он подозревает, что список повесила именно она. Он беседует с ней, и Куинн признаётся, что она — автор списка. Уилл не выдаёт её Фиггинсу; он лжёт ему, что виновный найден, и убеждает его, что новых списков больше не появится.
Рейчел (Лиа Мишель) спрашивает Пака (Марк Саллинг), поможет ли он ей в подготовке песни «Run Joey Run» Дэвида Геддерса. Без его ведома она также просит об этом же Финна (Кори Монтейт) и Джесси (Джонатан Грофф). Она снимает видеоклип, где при помощи монтажа делает так, что сюжет видео якобы описывает борьбу трёх парней за её сердце. Пак и Финн злятся, что Рейчел их использовала, а Джесси говорит ей, что разочарован, и рвёт с ней отношения. Эпизод заканчивается композицией «Total Eclipse of the Heart» в исполнении Рейчел.

## Реакция
Эпизод посмотрели 11,62 млн американских телезрителей. В Великобритании серию увидели 1,62 млн человек, и сериал снова стал лидером недельной сетки вещания кабельных телеканалов. В Канаде «Bad Reputation» посмотрели 1, 95 млн зрителей, что позволило сериалу занять 11 строчку в списке самых популярных телепрограмм. Отзывы критиков о серии оказались смешанными. Даррен Франич из Entertainment Weekly и Бобби Хакинсон из Houston Chronicle посчитали, что эпизод вернул сериал в форму после нескольких неудачных серий, Франич также положительно оценил интерпретацию песни «Ice Ice Baby» рэпера Vanilla Ice. Однако Реймонд Фландерс из The Wall Street Journal и Геррик Кеннеди из Los Angeles Times отметили, что эпизод несколько хуже, чем предыдущие.